# Don Shelton
Donald „Don“ Shelton (* 28. August 1934 in Tyler, Texas) ist ein US-amerikanischer Jazzsänger (Tenor) und Holzbläser (Tenorsaxophon, Flöte, Klarinette).
Sheltons Vater Clarence E. Shelton (1911–1996) war Amateurmusiker und Plattensammler, sein jüngerer Brüder Clarence Elmo „Chip“ Shelton (* 1944) ist ebenfalls Jazzmusiker. 1957 spielte er mit dem Ukulelespieler Lyle Ritz, mit dem erste Aufnahmen für Verve Records entstanden (50th State Jazz). Ende der 1950er-Jahre wurde er Mitglied in Bob Florence Limited Edition und ersetzte 1959 als Sänger bei The Hi-Lo’s Bob Strasen. In den folgenden Jahren spielte er außerdem als Holzbläser bei Les Hooper, Si Zentner, Cal Tjader, Clare Fischer und war 1967 als Vokalist Gründungsmitglied von The Singers Unlimited. Im Bereich des Jazz war er zwischen 1957 und 2014 an 126 Aufnahmesessions beteiligt, außer den Genannten auch mit Chuck Mangione, Tom Talbert, Manhattan Transfer, Vic Lewis, Bobby Lewis, Matt Catingub, Bill Elliott, Les Brown, Joey DeFrancesco, Ray Anthony, Dianne Reeves und Phil Woods. Als Studiomusiker wirkte er auch bei Aufnahmen u. a. von Christina Aguilera, Paul Anka, Joe Cocker, Ray Conniff, Michael Jackson, Barry Manilow, Richard Marx (Repeat Offender, 1989), Diane Schuur und Prince (Kamasutra, 1997) mit.